# Friedrich Theodor Langen
Friedrich Theodor Langen (* 13. Oktober 1800 in Brüssel; † 9. März 1882 in Wiesbaden) war ein deutscher Politiker des 19. Jahrhunderts (Liberale Partei) und hessischer Advokat.

## Familie
Friedrich Theodor Langen wurde als Sohn des Gutsbesitzers Ignaz Hermann Langen und Petronella geb. Knyn am 13. Oktober 1800 in Brüssel geboren. Seine Mutter heiratete in zweiter Ehe den großherzoglich hessischen Oberschulratsdirektor Wilhelm Friedrich Hesse († 1841). Am 1. September 1828 heiratete er in Mainz Maria Franziska Adelheid Belluc, die Tochter von Johann Belluc, eines Neffen des französischen Präfekten in Mainz Jeanbon von St. André und Alleinerbin St. Andrés. Sein Schwager und zugleich ein Cousin des zweiten Ehemanns seiner Mutter war der Abgeordnete Andreas (von) Hesse.

## Leben
Langen begann sein Studium der Rechtswissenschaft an der Universität Gießen, wo er 1819 Mitglied der Allgemeinen Burschenschaft Germania wurde, und wechselte 1820 an die Universität Bonn, wo er am 15. Mai 1820 mit sechs weiteren Kommilitonen das Corps Rhenania Bonn stiftete (darunter sein Vetter, der Abgeordnete Dr. Theodor Friedrich Knyn). Von 1821 bis 1822 studierte er an der Universität Göttingen und trat dem Corps Hannovera bei. Als Senior der Hannovera unterzeichnete er für diese den Göttinger SC-Comment vom 20. Januar 1822. 
Er promovierte zum Dr. iur. und ließ sich 1826 als Advokatanwalt in Mainz nieder. 1834 gab er seine Advokatur auf, um nach dem Wiedereintritt in den Landtag „unabhängig zu sein“. Von 1834 bis 1858 bewirtschaftete er das über seine Ehefrau erworbene Gut Windhäuser Hof im nahe gelegenen Elsheim. 1858 verkaufte er den Hof und siedelte nach Wiesbaden über. Ab 1847 war Sekretär und von 1849 bis 1861 als Nachfolger von Heinrich von Gagern Präsident des rheinhessischen Landwirtschaftsvereins.
Als Politiker gehörte Friedrich Theodor Langen als Mitglied der Liberalen Partei von 1832 bis 1836 und von 1847 bis 1849 der Zweiten Kammer der Landstände des Großherzogtums Hessen, also dem Landtag des Großherzogtums Hessen, an und war 1834 dessen Vizepräsident. Er wurde für den Wahlbezirk Rheinhessen 2/Ober-Ingelheim-Gau-Algesheim gewählt. 1848 war er Teilnehmer an der Heidelberger Versammlung der 51 und dem Vorparlament in Frankfurt a. M., welche der Vorbereitung der Frankfurter Nationalversammlung dienten. Ebenso vertrat er das Großherzogtum Hessen im Siebzehnerausschuss, einem am 10. März 1848 vom Bundestag des Deutschen Bundes eingesetzten Ausschuss, der nach dem Ausbruch der Märzrevolution in den Staaten des Deutschen Bundes einen Verfassungsentwurf ausarbeiten sollte. 1848 und 1849 unterlag er aber bei der Wahl zur Frankfurter Nationalversammlung in zwei Wahlkreisen radikaleren Kandidaten.
Nach dem Scheitern der Frankfurter Nationalversammlung wurde er 1850 von der 1. Kammer des Hessischen Landtags auf Vorschlag der großherzoglichen Regierung für das Großherzogtum Hessen in das Staatenhaus des Erfurter Unionsparlaments gewählt, einer Versammlung von Parlamentariern, die  eine Verfassung für ein kleindeutsches Reich unter preußischer Führung erreichen wollten.